# Danuta Dmowska-Andrzejuk

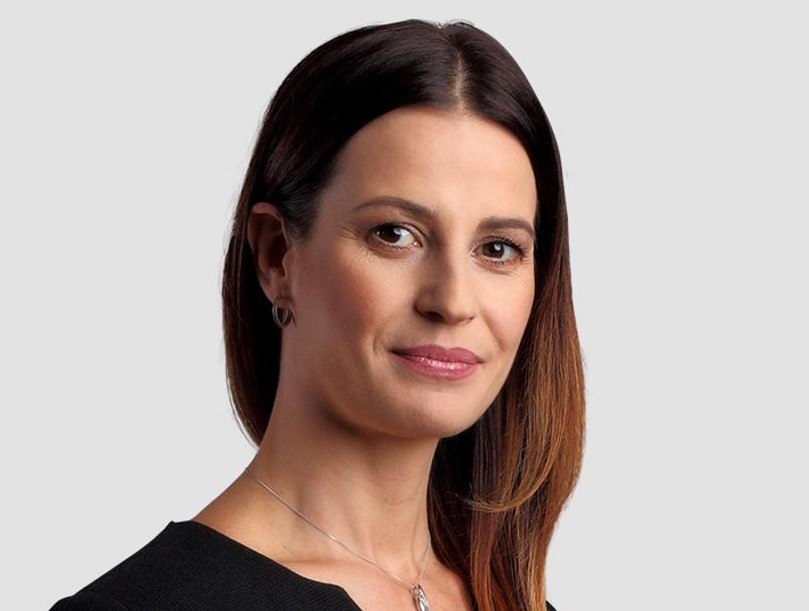
Danuta Dmowska-Andrzejuk (2019)

Danuta Małgorzata Dmowska-Andrzejuk (* 1. März 1982 in Warschau) ist eine polnische Degenfechterin. Sie wurde im Jahr 2005 Weltmeisterin.
Dmowska startete für den Sportverein Legia Warschau.
Seit August 2008 ist sie mit dem Fechter Robert Andrzejuk verheiratet.
Vom 5. Dezember 2019 bis zum 6. Oktober 2020 wirkte Dmowska-Andrzejuk im Kabinett Morawiecki II als parteilose Ministerin für Sport. Im Kabinett Morawiecki III war sie von November bis Dezember 2023 Ministerin für Sport und Tourismus. 
Von 2021 bis 2023 hatte sie die Präsidentschaft der Aktiengesellschaft SuperLIGA S.A. inne, die seit 2022 die Superliga Tenis ausrichtet.

## Sportliche Erfolge
2005
- Weltmeisterin Einzel, Leipzig
- Bronzemedaille Einzel Weltcup, Barcelona
- Silbermedaille Einzel Weltcup, Prag

2006
- Bronzemedaille Einzel Weltcup, Moskau

2009
- Silbermedaille Mannschaft Weltmeisterschaften, Antalya
- Silbermedaille Mannschaft Europameisterschaften, Plowdiw
- Bronzemedaille Einzel Weltcup, Lobnja

2010
- Europameisterin Mannschaft, Leipzig